# 伏見ビル
伏見ビル（ふしみビル）は大阪府大阪市中央区にある歴史的建造物。

## 概要
1923年（大正12年）竣工。当初は澤野ビルヂングと称し、ホテルとして使われていた。現在はテナントビルとして使われている。
生きた建築ミュージアム・大阪セレクションに選定された。

## 交通アクセス
- 地下鉄堺筋線北浜駅6番出口より西に徒歩2分。
- 京阪本線北浜駅より南に徒歩5分。

## 周辺情報
- 青山ビル
- 大阪証券取引所